# François-Xavier Verschave
Pour les articles homonymes, voir Verschave.
François-Xavier Verschave, né le 28 octobre 1945 à Lille (Nord) et mort le 29 juin 2005 dans le 6e arrondissement de Lyon (Rhône), est un économiste français.
Il est principalement connu pour ses prises de position concernant les relations franco-africaines, dénonçant la politique étrangère de la France en Afrique, symbolisée par le concept de Françafrique, titre d'un de ses livres.
Il préside par ailleurs l'association Survie de 1995 à 2005.

## Parcours
Le père de François-Xavier Verschave était un journaliste gaulliste et sa mère une infirmière de formation. Il a poursuivi des études de commerce et de gestion à l'IESEG de Lille (1970). Il fait ensuite des études chez les Jésuites et inscrivit ses premiers engagements au sein de la mouvance des Jésuites .
En 1976, François-Xavier Verschave créa avec Jean Vimort la menuiserie Artibois dont l'objectif est de faire travailler des personnes touchées de troubles psychiatriques. Après un accident professionnel à la menuiserie il change d'orientation professionnelle et en 1981, il rejoint la mairie de Saint-Fons et fut responsable du service économie-emploi de 1983 à 2005.
Militant de Survie à partir de 1985, dont il devint président en 1995, et passionné par les relations franco-africaines, François-Xavier Verschave a notamment forgé et décrit le concept de « Françafrique », terme parodiant l'expression la « France-Afrique » de Félix Houphouët-Boigny. La « Françafrique » est ce volet occulte de la politique de la France en Afrique. Ses deux principaux ouvrages sur la question, La Françafrique (Stock, 1999) et Noir silence (Les Arènes, 2000), sont devenus des références[réf. nécessaire].
Il fut jugé, à cause du livre Noir silence, pour offense à chefs d’État étrangers et, pour la première fois dans la jurisprudence de cette loi, fut déclaré non coupable, compte tenu de l'absence d'« intention délictueuse » et du contexte juridique de l'affaire (procès relaté dans son livre écrit avec Laurent Beccaria Noir procès[source insuffisante]). Le concept de Françafrique fait désormais partie du langage courant dans les textes et discours qui concernent les relations franco-africaines.
Il a également fourni un important travail de recherche sur le concept de biens publics à l’échelle mondiale et les théories économiques de Fernand Braudel[réf. nécessaire] .

### Vie privée
Il meurt brutalement d’un cancer du pancréas fulgurant découvert quelques mois plus tôt,.
Il était marié et père de trois enfants.

### Activités au sein de l'association Survie (1995-2005)
François-Xavier Verschave a rejoint très rapidement les membres fondateurs de l'association Survie. Il succède à Jean Carbonare et exerce les fonctions de Président de l'association de 1995 à 2005. Sous son impulsion et celle de Sharon Courtoux, Survie augmentera son nombre d'adhérents. Les adhérents de Survie voient en lui une capacité de synthèse qui s'imposait naturellement.
Ses livres La Françafrique, le plus long scandale de la République et Noir silence furent vendus à plusieurs dizaines de milliers d'exemplaires selon ses éditeurs.
L'intégralité de ses droits d'auteurs ont été reversés à l'association Survie. Il considérait sa production d'écrivain comme une action consubstantielle à sa responsabilité dans le combat de Survie.
Il est également directeur de publication de la lettre mensuelle de l'association : Billets d'Afrique et d'ailleurs.

## Créateur du concept de la Françafrique

### « Le plus long scandale de la République »
L'ancien président de la Côte d’Ivoire Félix Houphouët-Boigny inventa l'expression France-Afrique en 1955 pour définir les bonnes relations qu’il voulait établir avec la France dans le cadre d'une indépendance évoquée. L'expression dérivée « Françafrique » a ensuite été forgée par François-Xavier Verschave dans son livre La Françafrique, qu'il qualifie de « plus long scandale de la République ».
L'auteur décrit la Françafrique comme « une nébuleuse d’acteurs économiques, politiques et militaires, en France et en Afrique, organisée en réseaux et lobbies, et polarisé sur l’accaparement de deux rentes : les matières premières et l’Aide publique au développement. La logique de cette ponction est d’interdire l’initiative hors du cercle des initiés. Le système autodégradant se recycle dans la criminalisation. Il est naturellement hostile à la démocratie. » Il fait alors remonter les origines de cette nébuleuse à 1960 lorsque De Gaulle accorde l’indépendance aux colonies d’Afrique noire et crée les « réseaux Foccart ». Dans un autre livre, il dénonce la mainmise de la franc-maçonnerie sur la Françafrique en particulier, l'action de la Grande Loge nationale française.
Dans son livre Complicité de génocide ?, il avance que la France est complice du génocide des Tutsi et que celui-ci est l'aboutissement de cette dérive de la Françafrique.

### Les procès

#### Procès de trois chefs d'État africains
Ce procès lié au livre Noir silence et relaté dans Noir procès ainsi que dans le film éponyme de Camille de Vitry, fut intenté par trois chefs d'État africains « amis de la France », Omar Bongo, Idriss Déby, Denis Sassou-Nguesso, pour offense à chef d'État étranger contre François-Xavier Verschave et Laurent Beccaria, directeur de la maison d'édition qui publiait l'ouvrage.

Défendus par l'avocat Jacques Vergès, les trois chefs d'État durent s'incliner devant la justice française en première instance et furent déboutés en appel sur le fond et sur la forme. En effet, la cour a disposé que pour se conformer à la Convention européenne des droits de l'homme, le délit d'offense à chef d'État étranger doit être constitué d'une intention délictueuse, qui n'a pas été démontrée. Néanmoins, la cour est restée prudente sur la véracité des faits rapportés par la défense, et notera dans ses attendus : 

« Il apparaît que les documents versés et les témoignages recueillis au cours de la procédure, qui n’ont pas vocation à établir la preuve complète et parfaite des allégations contenues dans l’ouvrage, et qui doivent être accueillis avec la prudence qui convient aux analyses de personnes dont certaines sont ouvertement hostiles aux chefs d’État mis en cause, établissent non seulement l’importance et l’actualité des sujets évoqués, mais aussi le sérieux des investigations effectuées. »

Les chefs d'État déboutés ne portèrent pas l'affaire en cassation.

#### Procès de Charles Pasqua
Lors du procès intenté contre François-Xavier Verschave par Pasqua, ce dernier a reçu l'appui de l'ancien directeur de la DST, Philippe Parant, qui a témoigné que les discussions sur l'échange du terroriste Carlos n'avaient jamais abordé la question du nettoyage ethnique. En revanche, Edmond Alphandéry, ancien ministre de l'économie, a témoigné en faveur de François-Xavier Verschave, tandis que Michel Roussin, ancien ministre de la coopération, a assuré que M. Pasqua « n'était en aucune manière partie prenante à la politique étrangère de la France ».
Au terme du procès, François-Xavier Verschave a été condamné à verser 1 franc de dommages et intérêts à Charles Pasqua « au motif que l'accusation portée contre Charles Pasqua dans son livre « La françafrique » concernant l'affaire Carlos, aurait dû l'être contre l'ensemble du gouvernement dont il faisait partie et non contre lui seulement ».
Le fait que toutes les autres personnes incriminées dans l'ouvrage se soient abstenues de contester en justice ce qui leur était reproché est pour François-Xavier Verschave la preuve de la validité de ses propos.

## Critiques
François-Xavier Verschave écrivait ses livres notamment à partir de la presse. Il est assez peu allé en Afrique, ce qui, d'après le journaliste Jean-Pierre Tuquoi du Monde, ne l'intéressait pas. Le journal Le Monde du 2-3 juillet 2005, notera également qu'il « découpait les articles glanés à droite et à gauche, écoutait ceux qui rendaient visite à l’association et, sans trop s’embarrasser de vérification, faisait de cette matière première la pâte de ses ouvrages. Aussi Jean-Pierre Tuquoi, trois jours après son décès, ne le considère pas comme un enquêteur, mais comme « le militant d'une cause qu'il jugeait sacrée ».
François-Xavier Verschave reconnaît en effet dans le livre Noir Procès qu'il écrivait ses livres à partir de la presse, de la documentation et de témoignages d'Africains victimes des dictatures et généralement réfugiés en Europe. Son terrain d'investigation n'était pas d'abord l'Afrique, mais la classe dirigeante française. L'objet de son investigation étant la politique française en Afrique il considérait que son combat devait se dérouler en France. Ses détracteurs lui reprochaient de ne pas faire d'enquête de terrain en Afrique.
D'après Survie en Alsace, Verschave aurait « voyagé en Afrique à plusieurs reprises », au Cameroun, au Rwanda et au Sénégal[réf. nécessaire]. Il s'agissait de voyages de courte durée. Il a également été coopérant en Algérie dans les années 1960 pendant deux ans.
François-Xavier Verschave reconnaîtra son absence de connaissance du terrain en déclarant même : « Je n'ai pas besoin d'y aller (en Afrique noire) pour savoir ce qui s'y passe. Pas plus que Fernand Braudel n'a eu besoin de vivre dans la Méditerranée du XVIe siècle pour en reconstituer l'histoire ». Me Vergès, avocat des trois présidents africains qui l'ont attaqué en justice, parle de son manque d'expérience de terrain en ces termes : « Monsieur Verschave est un Tintin qui ne va pas au Congo de peur de rencontrer le lion ».
Après sa mort, les journalistes Pierre Péan,, et Charles Onana ont vivement dénoncé les méthodes de F.-X. Verschave, accusé de malhonnêteté intellectuelle, de manipulation, d'erreurs factuelles, de complaisance pour le Front patriotique rwandais, et d'une certaine forme de néocolonialisme[source insuffisante].
Malgré ces critiques de nombreux Africains[réf. nécessaire] ont vu en François-Xavier Verschave un juste et un éclaireur de situation[source insuffisante].

## Œuvres
François-Xavier Verschave était l’auteur ou le coauteur d’une vingtaine d’ouvrages dont :
- Les Télécommunications entre bien public et marchandise, collectif, 2005, Éditions Charles Léopold Mayer, 392 p.  (ISBN 2-84377-111-0)
- La maison monde, 2005, Éditions Charles Léopold Mayer, 246 p.  (ISBN 2-84377-089-0)
- Nord-Sud : de l’aide au contrat. Pour un développement équitable, 1991, Syros, 1991, 243 p.
- L’Aide publique au développement, avec Anne-Sophie Boisgallais, 1994, Syros, 150 p.
- Libres leçons de Braudel. Passerelles pour une société non excluante, 1994, Syros, 221 p.
- Complicité de génocide ? La politique de la France au Rwanda, 1994, La Découverte, 178 p.
- La Françafrique : Le plus long scandale de la République, 1998, Stock, 380 p.
- Noir silence, 2000, Les Arènes, 595 p.
- Noir procès : offense à chefs d'État, 2001, Les Arènes, 382 p.
- Noir Chirac, 2002, Les Arènes, 310 p.
- De la Françafrique à la Mafiafrique, 2004, Tribord, 72 p.
- Au mépris des peuples : Le néocolonialisme franco-africain, entretien avec Philippe Hauser, 2004, La Fabrique, 120 p.
- L’envers de la dette. Criminalité politique et économique au Congo-Brazza et en Angola, Dossier noir de la politique africaine de la France n° 16, 2001, Agone, 225 p.
- Les Pillards de la forêt. Exploitations criminelles en Afrique, Dossier noir de la politique africaine de la France n° 17, avec Arnaud Labrousse, 2002, Agone, 192 p.
- La Santé mondiale entre racket et bien public, collectif, 2004, éditions Charles Léopold Meyer, 346 p.  (ISBN 2-84377-099-8)
- L'horreur qui nous prend au visage : L'État français et le génocide, Rapport de la Commission d’enquête citoyenne sur le rôle de la France dans le génocide des Tutsi au Rwanda, avec Laure Coret, 2005, Karthala, 586 p.
- Négrophobie, réponse aux "Négrologues", journalistes françafricains et autres falsificateurs de l'information, avec Odile Tobner et Boubacar Boris Diop, 2005, Les Arènes, 200 p.
- Billets d'Afrique et d'ailleurs, lettre mensuelle de Survie, éditoriaux de 137 numéros (Survie)

François-Xavier Verschave coordonnait également la rédaction des Dossiers Noirs de la politique africaine de la France, publiés par Survie et Agir ici, aux éditions L'Harmattan puis Agone.